# Domoraz
Domoraz é uma comuna checa localizada na região de Plzeň, distrito de Klatovy.